# Андијски језик
Андијски језик је један од језика који припада групу сјевероисточних кавкаских језика који припада Авар-андијској подгрупи језика коју говори око 5.800 етничких припадника Андијаца који су добијени 2010. године, и то у региону Ботлихца у Дагестану. Језик се говори у селима Андијаца (дуж ријеке Анди-Коису), као и мјеста Гунха, Гагатл, Асхали, Риквани, Цванко, Зило и Кванкидатл.

## Карактеристике
Постоје четири главна дијалекта: Мунин, Риквани, Кванкидатл и Гагатл, који изгледају прилично дивергентно. Међутим, дијалекти се могу разликовати између села: „горња група” користи анди, Гагатл, Риквани и Зило дијалекте (на овим просторима Анди и Зило дијалектки сматрају сопственим дијалектима), док „доња група” садржи Мунин и Кванкидатл дијалекте. У горњој групи нема уграђеног звука кьI.
Иако Анди обично нема писани језик, постојали су покушаји писања језика помоћу руског ћириличног писма. Говорници андијаца углавном користе аварски или руски језик као своје књижевне језике.
Анди има 7 различитих локалних назива за ријечи: „изнутра” који се мјења у једнини (-ла/-а) и множини (-хъи), „у кући” (гьакъу-ла) „у кућама” (гьакъоба-хъи). Број категорија се изражава кроз изостављање одређених гласова: „Отац је нашао брата” (имуво воцци в-усон), а множина би гласила (имуво воццул в-осон) - „Отац је нашао браћу ”. У селу Андијаца, постоји разлика између говора мушкараца и жена, па тако мушкарац би рекао, на примјер: дин („Ја”), мин је у преводу „Ти”, гьекIа је у преводу „особа”. Међутим, када су у питању жене то би изгледало овако: ден („Ја”), мен („Ти”), а гьекIва („особа”).

## Правопис
Андијски језик садржи 43 консонанта (сугласник) и то: 
- 5 уснених сугласника: (b - p - p' - v - m);
- 10 зубних сугласника: (d - t - t' - ts' - ts': - ts - z - s - s: - n);
- 9 алвеоларних сугласника: (dž - .č - .č: - č - č: - ž - š - š: - r);
- 7 веларних сугласника: (g - ķ - ķ: - k - k: - x – j);
- 6 ресичних (увуларних) сугласника: (q' – q': - q - ġ - ҳ - ҳ:)
- 2 ларингеална сугласника: (ъ – h).

Такође, андијски језик садржи и 5 вокала: a - e (é) - i - o - u (ou).